# Városi György
Városi György, Wustel (Csepel, 1924. május 9. – Budapest, 2005. május eleje) labdarúgó, hátvéd, fedezet.

## Pályafutása

### Klubcsapatban
1947 és 1953 között a Kispest illetve a Bp. Honvéd labdarúgója volt. Összesen 74 bajnoki mérkőzésen szerepelt. Háromszoros magyar bajnok a csapattal.

## Sikerei, díjai
- Magyar bajnokság
  - bajnok: 1949–50, 1950-tavasz, 1952
  - 2.: 1951, 1953
  - 3.: 1948–49
- A Magyar Népköztársaság kiváló sportolója (1951)[3]
- A Magyar Népköztársaság Érdemes Sportolója (1954)[4]